# Darija Juraková Schreiberová
Darija Juraková Schreiberová (rozená Jurak, * 5. dubna 1984 Záhřeb) je chorvatská profesionální tenistka. Ve své dosavadní kariéře na okruhu WTA Tour vyhrála devět turnajů ve čtyřhře, včetně triumfu na Dubai Tennis Championships 2021 z kategorie WTA 1000. V rámci okruhu ITF získala osm titulů ve dvouhře a třicet devět ve čtyřhře.
Na žebříčku WTA byla nejvýše ve dvouhře klasifikována v dubnu 2004 na 188. místě a ve čtyřhře pak v listopadu 2021 na 9. místě. Trénuje ji Franz Leibinger.
V chorvatském fedcupovém týmu debutovala v roce 2003 moskevským úvodním kolem Světové skupiny proti Rusku, v němž prohrála s Mateaou Mezakovou závěrečnou čtyřhru. Rusky zvítězily 4:1 na zápasy. Do srpna 2021 v soutěži nastoupila k dvaceti jedna mezistátním utkáním s bilancí 1–0 ve dvouhře a 18–8 ve čtyřhře.
Na okruh WTA Tour vstoupila antukovým Croatia Bol Open 2003 po obdržení divoké karty od organizátorů. Na úvod podlehla šesté nasazené Slovence Henrietě Nagyové ve dvou setech. Již o dvě sezóny dříve si v Bolu poprvé zahrála kvalifikaci.

## Finále na okruhu WTA Tour
| Legenda                                          |
| ------------------------------------------------ |
| D – dvouhra; Č – čtyřhra                         |
| Grand Slam (0)                                   |
| Turnaj mistryň (0)                               |
| Premier Mandatory & Premier 5 / WTA 1000 (1–1 Č) |
| Premier / WTA 500 (3–7 Č)                        |
| International / WTA 250 (5–5 Č)                  |

### Čtyřhra: 24 (9–13)
| Stav       | č.  | datum             | turnaj                          | povrch      | spoluhráčka              | soupeřky ve finále                         | výsledek              |
| ---------- | --- | ----------------- | ------------------------------- | ----------- | ------------------------ | ------------------------------------------ | --------------------- |
| Finalistka | 1.  | 15. července 2012 | Palermo, Itálie                 | antuka      | Katalin Marosiová        | Renata Voráčová Barbora Záhlavová-Strýcová | 6–7(5–7), 4–6         |
| Finalistka | 2.  | 5. května 2013    | Estoril, Portugalsko            | antuka      | Katalin Marosiová        | Čan Chao-čching Kristina Mladenovicová     | 6–7(3–7), 2–6         |
| Finalistka | 3.  | 29. července 2013 | Stanford, Spojené státy         | tvrdý       | Julia Görgesová          | Raquel Kops-Jonesová Abigail Spearsová     | 2–6, 6–7(4–7)         |
| Vítězka    | 1.  | 7. dubna 2014     | Monterrey, Mexiko               | tvrdý       | Megan Moultonová-Levyová | Tímea Babosová Olga Govorcovová            | 7–6(7–5), 3–6, [11–9] |
| Finalistka | 4.  | 12. dubna 2015    | Charleston, Spojené státy       | antuka      | Casey Dellacquová        | Martina Hingisová Sania Mirzaová           | 0–6, 4–6              |
| Finalistka | 5.  | 12. října 2015    | Tchien-ťin, Čína                | tvrdý       | Nicole Melicharová       | Sü I-fan Čeng Saj-saj                      | 2–6, 6–3, [8–10]      |
| Vítězka    | 2.  | 20. února 2016    | Dubaj, SAE                      | tvrdý       | Čuang Ťia-žung           | Caroline Garciaová Kristina Mladenovicová  | 6–4, 6–4              |
| Vítězka    | 3.  | 25. června 2016   | Eastbourne, Velká Británie      | tráva       | Anastasia Rodionovová    | Čan Chao-čching Čan Jung-žan               | 5–7, 7–6(7–4), [10–6] |
| Finalistka | 6.  | 23. července 2016 | Stanford, Spojené státy         | tvrdý       | Anastasia Rodionovová    | Raquel Atawová Abigail Spearsová           | 3–6, 4–6              |
| Finalistka | 7.  | 5. února 2017     | Petrohrad, Rusko                | tvrdý (h)   | Xenia Knollová           | Jeļena Ostapenková Alicja Rosolská         | 6–3, 2–6, [5–10]      |
| Vítězka    | 4.  | 4. března 2017    | Acapulko, Mexiko                | tvrdý       | Anastasia Rodionovová    | Veronica Cepede Roygová Mariana Duqueová   | 6–3, 6–2              |
| Vítězka    | 5.  | 5. srpna 2018     | Washington, D.C., Spojené státy | tvrdý       | Chan Sin-jün             | Alexa Guarachiová Erin Routliffeová        | 6–3, 6–2              |
| Finalistka | 8.  | 16. září 2018     | Québec, Kanada                  | koberec (h) | Xenia Knollová           | Asia Muhammadová Maria Sanchezová          | 4–6, 3–6              |
| Finalistka | 9.  | 19. října 2018    | Moskva, Rusko                   | tvrdý (h)   | Ioana Raluca Olaruová    | Alexandra Panovová Laura Siegemundová      | 2–6, 6–7(2–7)         |
| Vítězka    | 6.  | 24. srpna 2019    | Bronx, Spojené státy            | tvrdý       | MJ Martínez Sánchezová   | Margarita Gasparjanová Monica Niculescuová | 7–5, 2–6, [10–7]      |
| Finalistka | 10. | 18. ledna 2020    | Adelaide, Austrálie             | tvrdý       | Gabriela Dabrowská       | Nicole Melicharová Sü I-fan                | 6–2, 5–7, [5–10]      |
| Vítězka    | 7.  | 13. března 2021   | Dubaj, SAE                      | tvrdý       | Alexa Guarachiová        | Sü I-fan Jang Čao-süan                     | 6–0, 6–3              |
| Finalistka | 11. | 22. května 2021   | Parma, Itálie                   | antuka      | Andreja Klepačová        | Coco Gauffová Caty McNallyová              | 3–6, 2–6              |
| Vítězka    | 8.  | 26. června 2021   | Bad Homburg, Německo            | tráva       | Andreja Klepačová        | Nadija Kičenoková Ioana Raluca Olaruová    | 6–3, 6–1              |
| Vítězka    | 9.  | 8. srpna 2021     | San José, Spojené státy         | tvrdý       | Andreja Klepačová        | Gabriela Dabrowská Luisa Stefaniová        | 6–1, 7–5              |
| Finalistka | 12. | 15. srpna 2021    | Montréal, Kanada                | tvrdý       | Andreja Klepačová        | Gabriela Dabrowská Luisa Stefaniová        | 3–6, 4–6              |
| Finalistka | 13. | 9. ledna 2022     | Adelaide, Austrálie             | tvrdý       | Andreja Klepačová        | Ashleigh Bartyová Storm Sandersová         | 1–6, 4–6              |

## Finále série WTA 125
| Legenda                  |
| ------------------------ |
| D – dvouhra; Č – čtyřhra |
| WTA 125 (0–1 Č)          |

### Čtyřhra: 1 (0–1)
| Stav       | č. | datum         | turnaj        | povrch | spoluhráčka | soupeřky ve finále          | výsledek |
| ---------- | -- | ------------- | ------------- | ------ | ----------- | --------------------------- | -------- |
| Finalistka | 1. | 13. září 2015 | Ta-lien, Čína | tvrdý  | Čan Ťin-wej | Čang Kchaj-lin Čeng Saj-saj | 3–6, 4–6 |

## Tituly na okruhu ITF
| Dotace turnajů okruhu ITF | Dotace turnajů okruhu ITF |
| ------------------------- | ------------------------- |
| 100 000 $ tournaments     |                           |
| 75 000 $ tournaments      |                           |
| 50 000 $ tournaments      |                           |
| 25 000 $ tournaments      |                           |
| 15 000 $ tournaments      |                           |
| 10 000 $ tournaments      |                           |

### Dvouhra (8 titulů)
| Č. | datum           | turnaj                | povrch | poražená finalistka | výsledek           |
| -- | --------------- | --------------------- | ------ | ------------------- | ------------------ |
| 1. | 14. dubna 2003  | Dubrovník, Chorvatsko | antuka | Lucija Krzeljová    | 6–4, 5–7, 6–3      |
| 2. | 26. května 2003 | Zadar, Chorvatsko     | antuka | Paulina Šlitrová    | 2–6, 6–4, 6–4      |
| 3. | 23. června 2003 | Fontanafredda, Itálie | antuka | Anna Foldenyiová    | 7–6(7–2), 6–4      |
| 4. | 24. dubna 2005  | Bari, Itálie          | antuka | Olga Vymetálková    | 6–3, 6–2           |
| 5. | 7. srpna 2005   | Bad Saulgau, Německo  | antuka | Vanja Ćorovićová    | 6–1, 6–0           |
| 6. | 18. března 2006 | Řím, Itálie           | antuka | Stefania Chieppaová | 3–6, 6–1, 7–6(7–5) |
| 7. | 26. března 2006 | Řím, Itálie (2)       | antuka | Belen Corbalanová   | 7–5, 6–1           |
| 8. | 21. května 2007 | Vídeň, Rakousko       | antuka | Teliana Pereirová   | 6–1, 1–6, 6–2      |